# 215 v.Chr.
Het jaar 215 v.Chr. is een jaartal volgens de christelijke jaartelling. 

## Gebeurtenissen

### Griekenland
- Begin van de Eerste Macedonische Oorlog, Philippus V van Macedonië sluit een alliantie met Carthago.
- De eerste katapult wordt uitgevonden door Archimedes.

### Italië
- In Rome worden Tiberius Sempronius Gracchus en Lucius Postumius Albinus benoemd tot consul van de Romeinse Republiek.
- De Senaat voert de Romeinse wet Lex Oppia (anti-luxewet) in, op aanraden van Gaius Oppius, hij stelt voor dat vrouwen in het oude Rome minder luxegoederen mogen uitgeven of bezitten.
- Tweede Slag om Nola: Tweede mislukte poging van Hannibal Barkas om de stad Nola in te nemen. Marcus Claudius Marcellus weet met het Romeinse garnizoen de Carthaagse belegering af te slaan.

### Japan
- Keizer Kogen (215 - 158 v.Chr.) bestijgt de troon.

## Geboren
- Antiochus IV Epiphanes (~215 v.Chr. - ~164 v.Chr.), koning van het Seleucidenrijk (Syrië)
- Aristarchus van Samothrace (~215 v.Chr. - ~143 v.Chr.), Grieks grammaticus

## Overleden
- Apollonius Rhodius (~295 v.Chr. - ~215 v.Chr.), Grieks dichter en bibliothecaris in Alexandrië (80)